# Hesperaloe funifera
Hesperaloe funifera (englischer Trivialname „Giant Hesperaloe“) ist eine Pflanzenart der Gattung Hesperaloe in der Familie der Agavengewächse. Das Epitheton der Art bedeutet „schnurtragend“.

## Beschreibung
Hesperaloe funifera bildet Polster von bis zu 150 cm Durchmesser. Die aufrechten, steifen, hell bis gelbgrünen, rinnenförmigen, linealischen, lanzettförmigen Laubblätter sind 100 bis 200 cm lang, von der Basis bis zur Mitte 3 bis 4 cm breit und zur Spitze hin verschmälert mit einem spitzförmigen Dorn. Die Blattränder sind weiß, grau bis braun mit starken, variablen Fasern.
Der 2 bis 4 m hohe Blütenstand ist gewöhnlich in der oberen Hälfte weit verzweigt. Die glockenförmigen weißen bis hellgrünen Blüten besitzen einen braunen bis purpurfarbenen Mittelstreifen. Sind 15 bis 20 mm lang und radförmig angeordnet. Die Blütezeit reicht von April bis September.
Die Früchte sind holzige, kugelförmige bis breit längliche Kapseln von 25 bis 35 mm Länge und Breite. Sie enthalten 7 bis 9 mm lange, 5 bis 7 mm breite und 0,5 mm dicke schwarze Samen.
Die Chromosomenzahl beträgt 2n = 60.

## Verbreitung und Systematik
Hesperaloe funifera ist in Mexiko in den Bundesstaaten Nuevo León und Coahuila auf Kalksteinhügeln in 500 bis 1000 m Höhe angesiedelt. Nach R. Govaerts kommt sie auch im südwestlichen Texas vor. Die Art wächst vergesellschaftet mit Agave lechuguilla, Opuntia leptocaulis und weiteren Kakteenarten.
Die gültige Beschreibung durch William Trelease unter dem Namen Hesperaloe funifera ist 1902 veröffentlicht worden. Ein Synonym ist Yucca funifera K.Koch.
Hesperaloe funifera ist die größte Art der Gattung. Typisch sind die langen steifen und breiten Laubblätter, wohingegen Hesperaloe parviflora kürzere und schmalere Blätter besitzt. Hesperaloe chiangii mit den außergewöhnlich langen, kräftigen Randfasern bildet größere Polster. Die Art ist in Deutschland bis −15 °C  frosthart. Kulturhybriden zwischen Hesperaloe funifera und Hesperaloe parviflora sind bekannt.

## Bilder

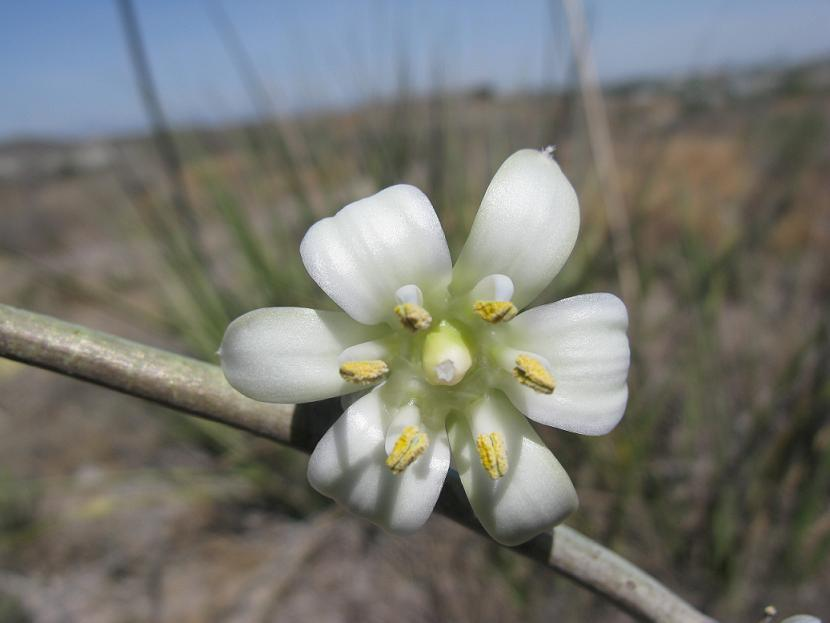
Typische Blüte
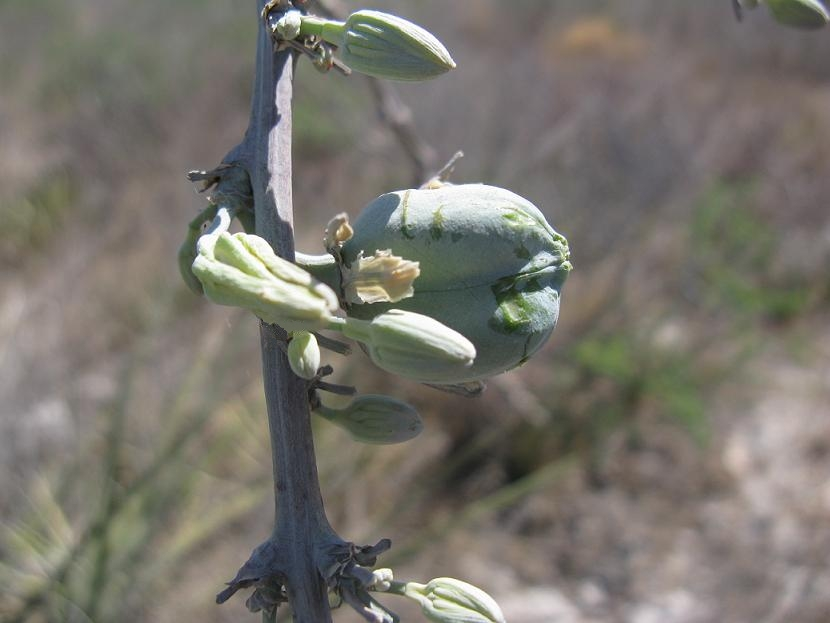
Unreife Frucht